# Шордаково
Шордаково (рос. Шордаково) — село у Зольському районі Кабардино-Балкарії Російської Федерації.
Орган місцевого самоврядування — сільське поселення Шордаково. Населення становить 1676 осіб.

## Історія
Згідно із законом від 27 лютого 2005 року органом місцевого самоврядування є сільське поселення Шордаково.

## Населення
| 2002  | 2010  | 2012  | 2013  | 2014  | 2015  | 2016  |
| ----- | ----- | ----- | ----- | ----- | ----- | ----- |
| 2033  | ↘1676 | ↗1677 | ↗1686 | ↗1688 | ↗1698 | ↗1699 |
| 2017  | 2018  | 2019  | 2020  |       |       |       |
| ↗1705 | →1705 | →1705 | ↗1707 |       |       |       |